# José María Meisegeier

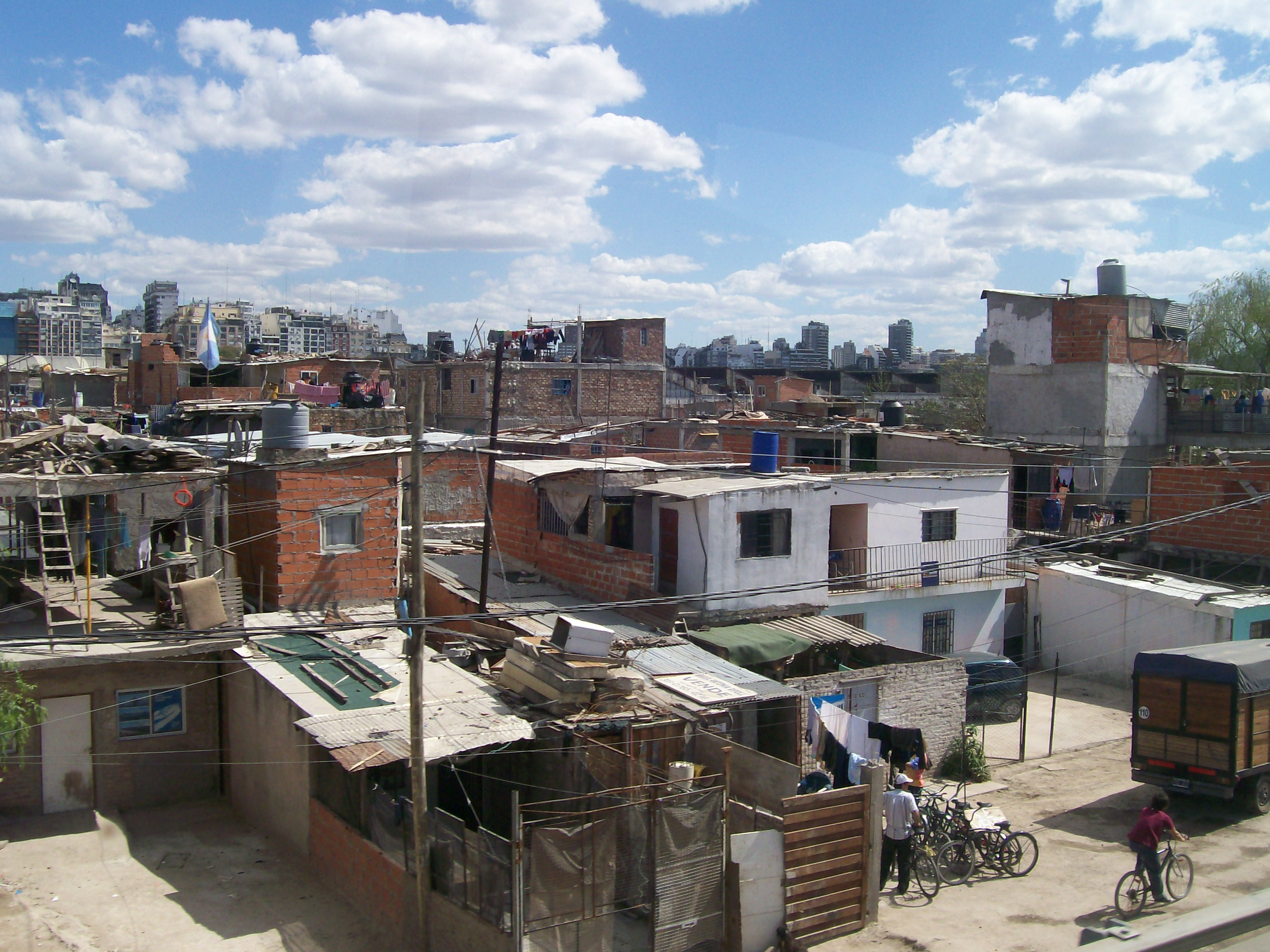
Imagen de la Villa 31, donde el padre Pichi continuó la obra de Carlos Mugica

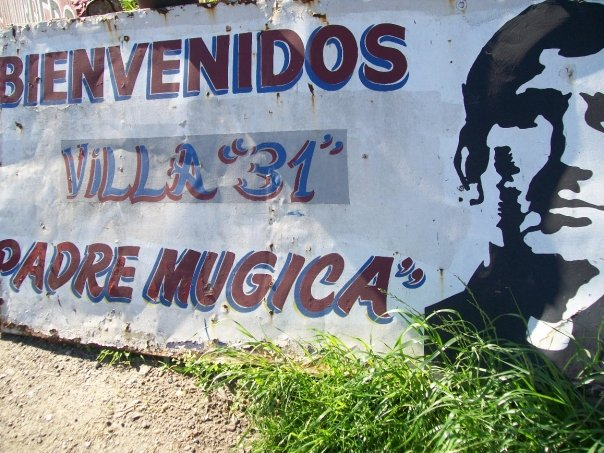
Mural de bienvenida a la Villa 31

José María Meisegeier, conocido como “El Padre Pichi”, (Argentina, 1936-Buenos Aires, 27 de diciembre de 2011) sacerdote jesuita, fue miembro del Movimiento de Sacerdotes para el Tercer Mundo, compañero del Padre Carlos Mugica con quien trabajó en la Villa 31 de Retiro y a quien sucedió luego de su asesinato.

## Biografía
Se ordenó sacerdote en la Compañía de Jesús en 1965 y en 1968 ingresó con el Padre Carlos Mugica en el Movimiento de Sacerdotes para el Tercer Mundo (MSTM) y ambos se fueron a vivir a la Villa 31 de Retiro. Ese año José María con otra veintena de curas se manifestaron frente a la Casa de Gobierno contra el dictador Juan Carlos Onganía. Militó en el Movimiento Villero Peronista (MVP) y cuando la Triple A asesinó a Mugica lo reemplazó al frente de la capilla Cristo Obrero en el Barrio Comunicaciones de Retiro. Meisegeier formó cooperativas de trabajo con mujeres y comenzó a coordinar en la zona oeste del conurbano bonaerense talleres para la construcción de viviendas populares respetando los modos de habitar y construir de los villeros.
Es uno de los últimos del primer grupo de curas villeros de Buenos Aires, que integraron, entre otros, Carlos Mugica, Eduardo Jorge Goñi, Héctor Botán, Miguel Ángel Valle, el claretiano Daniel de la Sierra, Rodolfo Ricciardelli, Jorge Vernazza y el capuchino Pedro Lepphaille.
En plena dictadura militar, el Equipo de Sacerdotes de Villas de la arquidiócesis de Buenos Aires, integrado entre otros por  Meisegeier, Eduardo Jorge Goñi o Jorge Vernazza, se dirigió a la opinión pública con un documento crítico sobre las villas de emergencia.

## Documentos
A fines del 2007, la Compañía de Jesús y la Universidad Católica de Córdoba han subscripto un convenio sobre la custodia de la Colección Meisegeier – Archivo Mugica para albergar el legado con amplio material documental de sendos sacerdotes y otros tema de la lucha pastoral. Forma parte del acervo del Sistema de Bibliotecas de dicha universidad y se encuentra localizado en el Campus, Biblioteca Jean Sonet sj. Incluye: volantes, afiches, carteles, panfletos, fotografías, libros, revistas, folletos, recortes de diarios, diapositivas, vídeos, etc. La colección lleva el nombre de “Colección Meisegeier”, en referencia al padre José “Pichi” Meisegeier, amigo de Carlos Mugica, recopilador y protagonista de la historia en primera persona. 
José María Meisegeier, fue quien dio a la luz los diarios personales de Victorio Bonamín que permitieron conocer los vínculos entre el vaticano y dictadura.

## Actividad
Además de su acción pastoral como cura villero, Pichi fue invitado para dar charlas en universidades locales y en otros países sudamericanos. Participó además en congresos en varios continentes, en los que aportó sus originales puntos de vista sobre los problemas habitacionales de las grandes urbes.
En los últimos años siguió trabajando en organizaciones por la mejora de la vivienda social desde el microcrédito y el apoyo a las comunidades. En 2015, decía al referirse al trabajo en las villas: "Qué les vas a hablar de un evangelio si no tienen un techo donde comer, si no tienen donde vivir. Como pasa actualmente, que los rajan de sus tierras y meten soja. El asunto sigue igual aunque un poco peor."